# David di Donatello per il miglior produttore

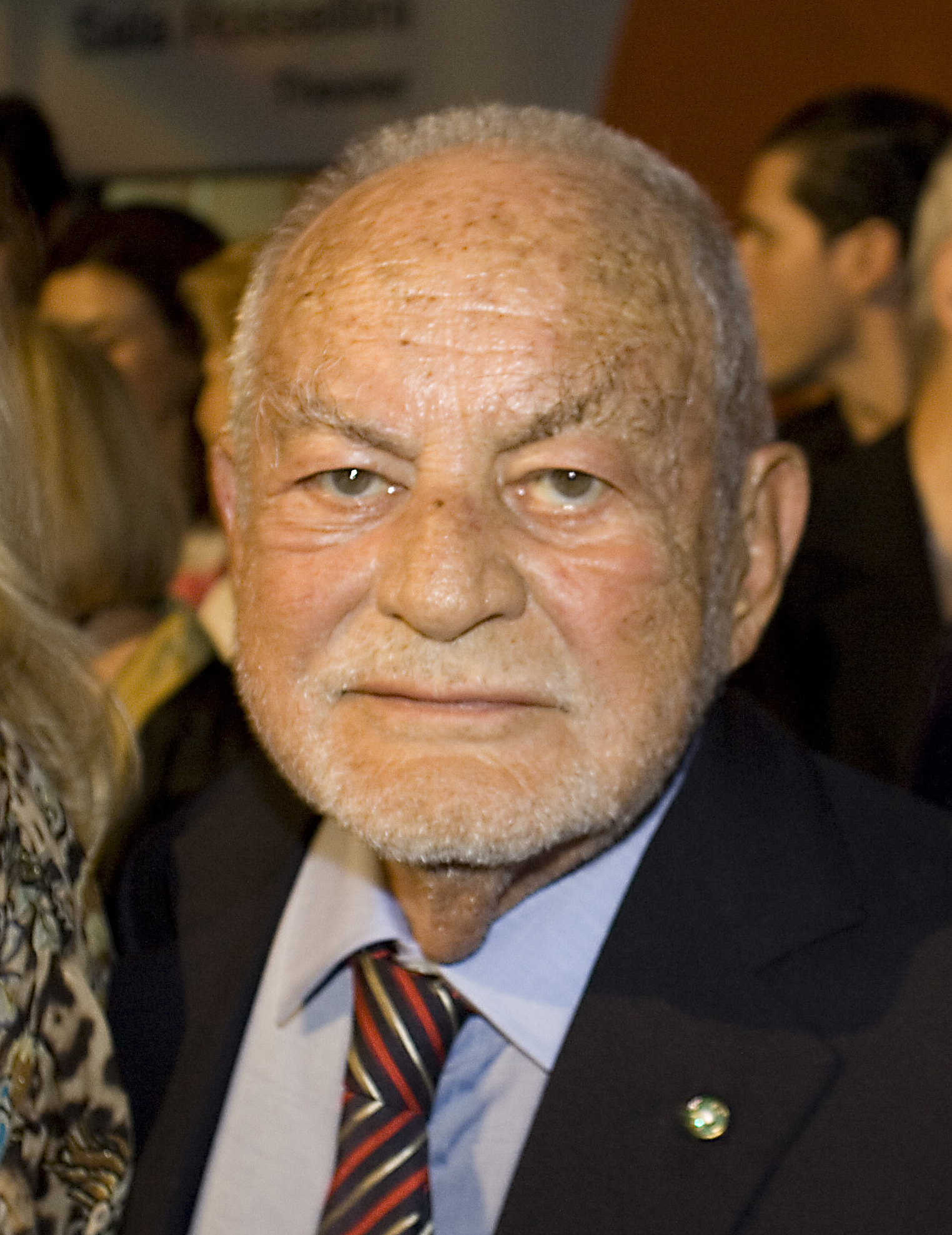
Dino De Laurentiis con sette premi detiene il record di vittorie.

Il David di Donatello per il miglior produttore è un premio cinematografico assegnato annualmente nell'ambito dei David di Donatello, a partire dalla prima edizione, con l'eccezione delle edizioni dal 1970 al 1977 e del 1979.

## Vincitori e candidati
I vincitori sono indicati in grassetto.

### Anni 1950
- 1956
  - Angelo Rizzoli (ex aequo) - Grandi manovre
  - Goffredo Lombardo (ex aequo) - Pane, amore e...
  - Nicolò Theodoli (ex aequo) - Racconti romani
- 1957
  - Dino De Laurentiis (ex aequo) - Le notti di Cabiria
  - Renato Gualino (ex aequo) - L'impero del sole
- 1958
  - Milko Skofic (ex aequo) - Anna di Brooklyn
  - Leonardo Bonzi (ex aequo) - La muraglia cinese
- 1959
  - Dino De Laurentiis (ex aequo) - La tempesta
  - Titanus (ex aequo) - La maja desnuda

### Anni 1960
- 1960
  - Dino De Laurentiis (ex aequo) - La grande guerra
  - Zebra Film (ex aequo) - Il generale Della Rovere
- 1961
  - Goffredo Lombardo (ex aequo) - Rocco e i suoi fratelli
  - Dino De Laurentiis (ex aequo) - Tutti a casa
- 1962
  - Angelo Rizzoli (ex aequo) - Mondo cane
  - Dino De Laurentiis (ex aequo) - Una vita difficile
- 1963
  - Goffredo Lombardo (ex aequo) - Il Gattopardo
  - Gaumont, Trianon, Ultra Film (ex aequo) - Uno dei tre
- 1964
  - Carlo Ponti (ex aequo) - Ieri, oggi, domani
  - Franco Cristaldi (ex aequo) - Sedotta e abbandonata
- 1965: Carlo Ponti - Matrimonio all'italiana
- 1966
  - Rizzoli Film (ex aequo) - Africa addio
  - Dino De Laurentiis (ex aequo) - La Bibbia (The Bible: In the Beginning...)
  - Pietro Germi e Robert Haggiag (ex aequo) - Signore & signori
- 1967
  - Mario Cecchi Gori (ex aequo) - Il tigre
  - FAI - Films Artistici Internazionali (ex aequo) - La bisbetica domata (The Taming of the Shrew)
- 1968
  - Dino De Laurentiis (ex aequo) - Banditi a Milano
  - Luigi Carpentieri e Ermanno Donati (ex aequo) - Il giorno della civetta
- 1969
  - Bino Cicogna (ex aequo) - C'era una volta il West
  - Gianni Hecht Lucari (ex aequo) - La ragazza con la pistola

### Anni 1970
- 1978: Franco Committeri - In nome del Papa Re

### Anni 1980
- 1980: Joseph Losey - Don Giovanni ex aequo Mario Cecchi Gori - Mani di velluto
- 1981: Franco Committeri - Passione d'amore
- 1982: Antonio Avati e Gianni Minervini - Fuori stagione
- 1983: Giuliani G. De Negri - La notte di San Lorenzo
- 1984: Gianni Minervini - Mi manda Picone
- 1985: Giuliani G. De Negri e Fulvio Lucisano - Kaos
- 1986: Giovanni Di Clemente - Speriamo che sia femmina
- 1987: Franco Cristaldi e Bernd Eichinger - Il nome della rosa (Der Name der Rose)
- 1988: Franco Giovalé, Joyce Herlihy e Jeremy Thomas - L'ultimo imperatore
- 1989: Filiberto Bandini - Caro Gorbaciov

### Anni 1990
- 1990: Mario Cecchi Gori, Vittorio Cecchi Gori e Gianni Minervini - Turné
- 1991
  - Claudio Bonivento (ex aequo) - Ragazzi fuori
  - Claudio Bonivento (ex aequo) - Ultrà
- 1992: Angelo Rizzoli - Il ladro di bambini
- 1993: Claudio Bonivento - La scorta
- 1994
  - Aurelio De Laurentiis - Per amore, solo per amore
  - Angelo Barbagallo e Nanni Moretti - Caro diario
  - Giovanni Di Clemente - Giovanni Falcone
- 1995
  - Pietro Valsecchi - Un eroe borghese
  - Angelo Curti, Andrea Occhipinti e Kermit Smith - L'amore molesto
  - Elda Ferri - Sostiene Pereira
  - Marco Poccioni e Marco Valsania - Senza pelle
- 1996
  - Pietro Innocenzi e Roberto Di Girolamo - Palermo Milano solo andata
  - Angelo Barbagallo e Nanni Moretti - La seconda volta
  - Amedeo Pagani - Lo sguardo di Ulisse
- 1997
  - Leo Pescarolo e Guido De Laurentiis - La tregua
  - Vittorio Cecchi Gori, Rita Cecchi Gori e Maurizio Totti - Nirvana
  - Giovanni Di Clemente - Il carniere
  - Laurentina Guidotti e Francesco Ranieri Martinotti - Cresceranno i carciofi a Mimongo
  - Pietro Valsecchi - Testimone a rischio
- 1998
  - Elda Ferri e Gianluigi Braschi - La vita è bella
  - Donatella Palermo e Loes Kamsteeg - Tano da morire
  - Marco Risi e Maurizio Tedesco - L'ultimo capodanno
- 1999
  - Lionello Cerri - Fuori dal mondo
  - Franco Committeri - La cena
  - Domenico Procacci - Radiofreccia

### Anni 2000
- 2000
  - Amedeo Pagani - Garage Olimpo
  - Vittorio Cecchi Gori - Canone inverso
  - Domenico Procacci - Come te nessuno mai
- 2001
  - Domenico Procacci per Fandango in collaborazione con Medusa Film - L'ultimo bacio
  - Angelo Babbagallo e Nanni Moretti per la Sacher Film - La stanza del figlio
  - Fabrizio Mosca per Titti Film - I cento passi
- 2002
  - Luigi Musini, Roberto Cicutto, Ermanno Olmi (Cinema11undici), RAICinema, Studiocanal e Taurusproduktion - Il mestiere delle armi
  - Lionello Cerri, Luigi Musini, Raicinema e VegaFilm - Brucio nel vento
  - Roberto Buttafarro, Mikado, Raicinema - Santa Maradona
- 2003
  - Domenico Procacci - Respiro
  - Elda Ferri - Prendimi l'anima
  - Domenico Procacci - L'imbalsamatore
  - Domenico Procacci - Ricordati di me
  - Gianni Romoli e Tilde Corsi - La finestra di fronte
- 2004
  - Angelo Barbagallo - La meglio gioventù
  - Luigi Musini e Roberto Cicutto per Cinema11undici e RAICinema - Cantando dietro i paraventi
  - Aurelio De Laurentiis - Che ne sarà di noi
  - Riccardo Tozzi, Giovanni Stabilini e Marco Chimenz per Cattleya e Medusa Film - Non ti muovere
  - Domenico Procacci - Primo amore
- 2005
  - Rosario Rinaldo - Certi bambini
  - Aurelio De Laurentiis - Manuale d'amore
  - Davide Ferrario - Dopo mezzanotte
  - Elda Ferri - Alla luce del sole
  - Domenico Procacci e Nicola Giuliano - Le conseguenze dell'amore
- 2006
  - Angelo Barbagallo, Nanni Moretti per la Sacher Film - Il caimano
  - Domenico Procacci, Nicola Giuliano, Francesca Cima - La guerra di Mario
  - Aurelio De Laurentiis - Il mio miglior nemico
  - Fulvio e Federica Lucisano – IIF e Gianandrea Pecorelli - Aurora Film e TV per RAICINEMA - Notte prima degli esami
  - Riccardo Tozzi, Giovanni Stabilini e Marco Chimenz - Romanzo criminale
- 2007
  - Donatella Botti per BIANCAFILM e RAICINEMA - L'aria salata
  - Fabrizio Mosca per Titti Film in collaborazione con RAICINEMA, in coproduzione con Memento Films e Respiro - Nuovomondo
  - Medusa Film - La sconosciuta
  - Cattleya - Mio fratello è figlio unico
  - Luigi Musini e Roberto Cicutto per Cinemaundici - Centochiodi
- 2008
  - Nicola Giuliano, Francesca Cima - La ragazza del lago
  - Domenico Procacci - Caos calmo
  - Lionello Cerri - Giorni e nuvole
  - Andrea Occhipinti e Gianluca Arcopinto - Sonetàula
  - Simone Bachini, Mario Chemello e Giorgio Diritti - Il vento fa il suo giro
- 2009
  - Domenico Procacci - Gomorra
  - Augusto Allegra, Isabella Cocuzza, Giuliana Gamba e Arturo Paglia - Cover-boy
  - Andrea Occhipinti, Nicola Giuliano, Francesca Cima e Maurizio Coppolecchia - Il divo
  - Matteo Garrone - Pranzo di ferragosto
  - Angelo Rizzoli - Si può fare

### Anni 2010
- 2010
  - Simone Bachini e Giorgio Diritti - L'uomo che verrà
  - Giampaolo Letta e Mario Spedaletti - Baarìa
  - Angelo Barbagallo e Gianluca Curti - Fortapàsc
  - Domenico Procacci - Mine vaganti
  - Mario Gianani - Vincere
- 2011
  - Tilde Corsi, Gianni Romoli e Claudio Bonivento - 20 sigarette
  - Isabella Cocuzza, Arturo Paglia, Mark Lombardo e Elisabetta Olmi - Basilicata coast to coast
  - Riccardo Tozzi, Marco Chimenz, Giovanni Stabilini, Francesca Longardi - Benvenuti al Sud
  - Angelo Barbagallo - Gianni e le donne
  - Gregorio Paonessa, Marta Donzelli, Susanne Marian, Philippe Bober, Gabriella Manfrè, Elda Guidinetti e Andres Pfaeffli - Le quattro volte
  - Carlo Degli Esposti, Conchita Airoldi e Giorgio Magliulo - Noi credevamo
- 2012
  - Grazia Volpi - Cesare deve morire
  - Nanni Moretti e Domenico Procacci - Habemus Papam
  - Francesco Bonsembiante - Io sono Li
  - Riccardo Tozzi, Giovanni Stabilini e Marco Chimenz - Romanzo di una strage
  - Nicola Giuliano, Andrea Occhipinti e Francesca Cima - This Must Be the Place
- 2013
  - Domenico Procacci - Diaz - Don't Clean Up This Blood
  - Fabrizio Mosca - Alì ha gli occhi azzurri
  - Riccardo Tozzi, Giovanni Stabilini e Marco Chimenz - Educazione siberiana
  - Isabella Cocuzza e Arturo Paglia - La migliore offerta
  - Angelo Barbagallo - Viva la libertà
- 2014
  - Nicola Giuliano, Francesca Cima per Indigo Film - La grande bellezza
  - Per Indiana Production Company Fabrizio Donvito, Benedetto Habib, Maco Cohen, coproduttore per Manny Films Philippe Gompel, Birgit Kemner, con Rai Cinema e Motorino Amaranto - Il capitale umano
  - Mario Gianani, Lorenzo Mieli per Wildside con Rai Cinema - La mafia uccide solo d'estate
  - Riccardo Scamarcio, Viola Prestieri per Buena Onda con Rai Cinema - Miele
  - Massimo Cristaldi, Fabrizio Mosca - Salvo
  - Domenico Procacci, Matteo Rovere con Rai Cinema - Smetto quando voglio
- 2015
  - Cinemaundici e Babe Films, con Rai Cinema - Anime nere
  - Palomar, Rai Cinema - Il giovane favoloso
  - Nicola Giuliano, Francesca Cima, Carlotta Calori per Indigo Film, con Rai Cinema - Il ragazzo invisibile
  - Carlo Cresto-Dina - Le meraviglie
  - Nanni Moretti per Sacher Film, Domenico Procacci per Fandango, con Rai Cinema - Mia madre
- 2016
  - Gabriele Mainetti per Goon Films, con Rai Cinema - Lo chiamavano Jeeg Robot
  - 21uno Film, Stemal Entertainment, Istituto Luce Cinecittà, Rai Cinema e Les Films d'Ici con Arte France Cinéma - Fuocoammare
  - Archimede e Rai Cinema - Il racconto dei racconti - Tale of Tales
  - Paolo Bogna, Simone Isola e Valerio Mastandrea per Kimera Film, con Rai Cinema e Taodue Film, produttore associato Pietro Valsecchi, in collaborazione con Leone Film Group - Non essere cattivo
  - Nicola Giuliano, Francesca Cima, Carlotta Calori per Indigo Film - Youth - La giovinezza (Youth)
- 2017
  - Attilio De Razza, Pierpaolo Verga - Indivisibili
  - Cristiano Bortone, Bart Van Langendonck, Peter Bouckaert, Gong Ming Cai, Natacha Devillers - Caffè
  - Pupkin Production, IBC Movie con Rai Cinema - Fiore
  - Marco Belardi - La pazza gioia
  - Angelo Barbagallo - Le confessioni
  - Domenico Procacci - Veloce come il vento
- 2018
  - Luciano Stella e Maria Carolina Terzi per Mad Entertainment e Rai Cinema - Gatta Cenerentola
  - Stayblack Productions, Jon Copolon, Paolo Carpignano, Rai Cinema - A Ciambra
  - Carlo Macchitella, Manetti Bros. con Rai Cinema - Ammore e malavita
  - Marta Donzelli e Gregorio Paonessa per Vivo film, con Rai Cinema, Joseph Rouschop e Valérie Bournonville per Tarantula - Nico, 1988
  - Domenico Procacci, Matteo Rovere con Rai Cinema - Smetto quando voglio - Masterclass e Smetto quando voglio - Ad honorem
- 2019
  - Cinemaundici, Lucky Red - Sulla mia pelle
  - Howard Rosenman, Peter Spears, Luca Guadagnino, Emilie Georges, Rodrigo Teixeira, Marco Morabito, James Ivory - Chiamami col tuo nome (Call Me by Your Name)
  - Archimede, Rai Cinema, Le Pacte - Dogman
  - Agostino Saccà, Maria Grazia Saccà e Giuseppe Saccà per Pepito Produzioni, con Rai Cinema - La terra dell'abbastanza
  - Carlo Cresto-Dina per Tempesta con Rai Cinema in coproduzione con Amka Films Productions, Ad Vitam Production, KNM, Pola Pandora - Lazzaro felice

### Anni 2020
- 2020
  - Groenlandia, Gapbusters, Rai Cinema, Roman Citizen - Il primo re
  - Domenico Procacci, Anna Maria Morelli (TIMvision) - Bangla
  - IBC Movie, Kavac Film, Rai Cinema - Il traditore
  - Pietro Marcello, Beppe Caschetto, Thomas Ordonneau, Michael Weber, Viola Fügen, Rai Cinema - Martin Eden
  - Archimede, Rai Cinema, Le Pacte - Pinocchio

- 2021
  - Marta Donzelli e Gregorio Paonessa per Vivo film con Rai Cinema, Joseph Rouschop e Valérie Bournonville per Tarantula Belgique - Miss Marx
  - Agostino e Giuseppe Saccà per Pepito Produzioni con Rai Cinema, AMKA Films Productions, Vision Distribution e QMI - Favolacce
  - Matteo Rovere - L'incredibile storia dell'Isola delle Rose
  - Domenico Procacci e Laura Paolucci per Fandango con Rai Cinema - I predatori
  - Carlo Degli Esposti e Nicola Serra con Rai Cinema - Volevo nascondermi

- 2022
  - Andrea Occhipinti, Stefano Massenzi e Mattia Guerra per Lucky Red, Gabriele Mainetti e Isabella Orsini per Goon Films con Rai Cinema - Freaks Out
  - Jon Coplon, Paolo Carpignano, Ryan Zacarias e Jonas Carpignano per Stayblack Productions con Rai Cinema - A Chiara
  - Carlo Cresto-Dina per Tempesta, Rai Cinema e Michela Pini per Amka Film Production - Ariaferma
  - Paolo Sorrentino e Lorenzo Mieli - È stata la mano di Dio
  - Nicola Giuliano, Francesca Cima e Carlotta Calori per Indigo Film con Rai Cinema - Qui rido io

- 2023
  - Angelo Barbagallo per Bibi Film, Attilio De Razza per Tramp Limited con Medusa Film e Rai Cinema - La stranezza
  - Lorenzo Mieli per The Apartment e Simone Gattoni per Kavac Film - Esterno notte
  - Wildside, Rufus, Menuetto, Pyramide Productions, Vision Distribution in collaborazione con Elastic, con la partecipazione di Canal+ e Cine+ in collaborazione con Sky - Le otto montagne
  - Medusa Film, Maria Carolina Terzi, Luciano e Carlo Stella per Mad Entertainment, Roberto Sessa per Picomedia e Angelo Laudisa per Rosebud Entertainment Pictures - Nostalgia
  - Carla Altieri e Roberto De Paolis per Young Films e Nicola Giuliano, Francesca Cima, Carlotta Calori e Viola Prestieri per Indigo Film con Rai Cinema - Princess

- 2024
  - Archimede, Rai Cinema, Pathé e Tarantula – Io capitano
  - Mario Gianani e Lorenzo Gangarossa per Wildside, Vision Distribution in collaborazione con Sky e Netflix – C'è ancora domani
  - Nicola Giuliano, Francesca Cima, Carlotta Calori, Viola Prestieri per Indigo Film, Pierpaolo Verga, Edoardo De Angelis per O' Groove, Paolo Del Brocco per Rai Cinema, Attilio De Razza per Tramp Limited, Mariagiovanna De Angelis per Vgroove, Antonio Miyakawa per Wise Pictures – Comandante
  - Giulia Achilli, Marco Alessi, Lionel Massol, Pauline Seigland e André Logie – Disco Boy
  - Carlo Cresto-Dina con Rai Cinema – La chimera

- 2025
  - Francesca Andreoli, Leonardo Guerra Seràgnoli, Santiago Fondevila Sancet, Maura Delpero per Cinedora, con Rai Cinema in collaborazione con Charades (coproduzione con la Francia) e Versus (coproduzione con la Belgio) – Vermiglio
  - Con Rai Cinema in collaborazione con Joseph Rouschop per Tarantula, Martichka Bozhilova per Agitprop, Marta Donzelli e Gregorio Paonessa per Vivo Film, Francesco Bonsembiante per Jolefilm – Berlinguer - La grande ambizione
  - Alessandro Elia e Walter De Majo per Anemone Film, Andrea Leone e Antonella De Martino per Mosaicon Film, Gaetano Di Vaio e Giovanna Crispino per Bronx Film, Santo Versace e Gianluca Curti per Minerva Pictures – Ciao bambino
  - In collaborazione con Katrin Renz per Tellfilm, Valeria Jamonte, Manuela Melissano e Carlo Cresto-Dina per Tempesta – Gloria!
  - In collaborazione con Alessandra Stefani, Lorenzo Cioffi, Giorgio Giampà e Nanni Moretti – Vittoria